# BIIE-0246
BIIE-0246は、神経ペプチドY受容体Y2の強力かつ選択的なアンタゴニストとして作用する科学研究に使用される薬物である。最初に開発された非ペプチド性のY2選択的アンタゴニストのひとつであり、現在でもこの受容体の研究に最も広く使われているツールのひとつである。Y2サブタイプは、さらなる神経ペプチドYの放出を制限するシナプス前自己受容体 としての役割や、ドーパミンおよびアセチルコリン放出を調節する役割を実証するために使用されてきた。また、中毒ラットのアルコール摂取の減少 や抗不安作用など、動物においていくつかの行動学的効果をもたらすことが示されている。選択的Y2アゴニストは食欲減退薬として有益であると期待されているが 、BIIE-0246は単独で投与した場合、食欲を増加させないようである。